# Dino Grandi

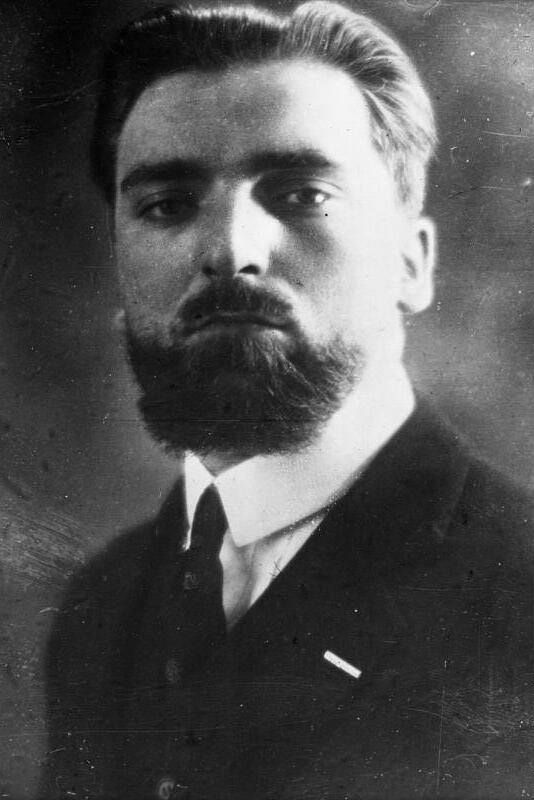
Dino Grandi (1925)

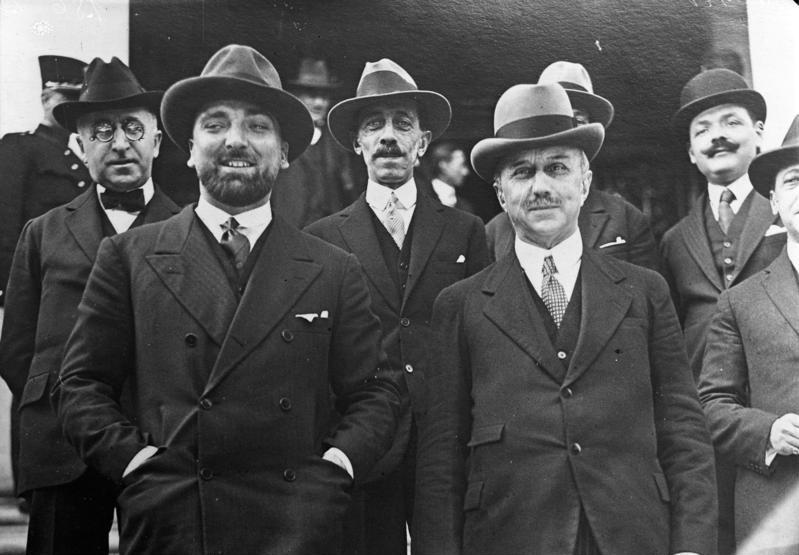
Dino Grandi (vorn links), 1932

Dino Grandi (* 4. Juni 1895 in Mordano bei Bologna; † 21. Mai 1988 in Bologna) war ein italienischer faschistischer Politiker. Von 1929 bis 1932 war er Außenminister und von 1939 bis 1943 Justizminister des monarchisch-faschistischen Italien.

## Leben und Wirken
Grandi stammte aus einer Bauernfamilie. Im Jahre 1913 immatrikulierte er sich in der Fakultät für Rechtswissenschaft an der Universität Bologna. Er arbeitet als Journalist bei der Zeitung il Resto del Carlino und schloss sein Studium nach dem Ende des Ersten Weltkrieges 1919 ab, als er noch in der Armee war. Nach seiner Entlassung zog er nach Imola um, wo er seine Karriere als Rechtsanwalt begann.
Grandi begann seine politische Laufbahn in der politischen Linken, bevor er sich 1914 Benito Mussolini anschloss. Zu jener Zeit war er, zusammen mit dem künftigen Führer des Faschismus, ein starker Interventionist, der die Ansicht vertrat, Italien werde erst mit einer aktiven Teilnahme am Ersten Weltkrieg politisch und international Bedeutung gewinnen. Seine Heimatprovinz war zunächst von linken Kräften beherrscht, so dass Grandi als Führer des Faschismus in der Region auf erheblichen Widerstand stieß: Am 17. Oktober 1920 wurde er in einem Hinterhalt durch fünf Pistolenschüsse verletzt; zwei Tage später wurde sein Büro von linken Militanten verwüstet. Am 1. Dezember 1920 gab Grandi die erste Nummer der Wochenschrift L'Assalto (Der Angriff) heraus. Ebenfalls um das Jahresende 1920 herum erkannte er Mussolini als Führer der Bewegung an und stimmte auch ihrer Umwandlung in eine Partei zu, der er zuvor entschieden widersprochen hatte.
Dementsprechend gründete Grandi die Faschistische Partei in der Emilia-Romagna und wurde 1921 deren Generalsekretär. In den Wahlen vom 15. Mai 1921 wurde Grandi in die Abgeordnetenkammer gewählt. 1923 wurde er Vizepräsident der Kammer, 1924 Unterstaatssekretär im Innen- und 1925 im Außenministerium, bevor er im September 1929 zum Außenminister berufen wurde, nachdem Mussolini dieses Amt abgegeben hatte.
Grandi versuchte Italien in eine neutrale Stellung zwischen den europäischen Staaten zu manövrieren und insbesondere zu Großbritannien ein gutes Verhältnis aufzubauen. 1932 entfernte Mussolini ihn wieder aus dem Amt. Anlass waren seine zustimmenden Äußerungen zum Völkerbund. Anschließend war Grandi bis 1939 Botschafter in London. Insbesondere während des Abessinienkrieges sowie während der folgenden Verschärfung der internationalen Lage bis zum Ausbruch des Zweiten Weltkrieges erreichte er eine Schadensbegrenzung in den italienisch-britischen Beziehungen. 1937 wurde Grandi als „Conte di Mordano“ in den Adelsstand erhoben.
Nach seiner Rückberufung aus London war er zunächst Justizminister und dann Vorsitzender der Korporationskammer, dem Pseudo-Parlament des faschistischen Staats. Größere politische Bedeutung erreichte er am 24. Juli 1943, als der Große Faschistische Rat auf seinen Antrag Mussolini absetzte. Im faschistischen Reststaat der Italienischen Sozialrepublik wurde Grandi daraufhin beim Prozess von Verona im Januar 1944 wegen Hochverrats in Abwesenheit zum Tode verurteilt. Er war aber schon im August 1943 ins Exil nach Spanien geflohen und lebte anschließend in Portugal (1943–1948), Argentinien und in São Paulo in Brasilien.
1948 wurde Grandi wegen seiner Rolle im faschistischen System zu einer Haftstrafe verurteilt, nach kurzer Zeit jedoch amnestiert. In den 1960er Jahren kehrte er nach Italien zurück und starb 1988 in Bologna.

## Schriften
- Il mio paese: ricordi autobiografici. Herausgegeben von Renzo De Felice, Il Mulino, Bologna 1985, ISBN 88-15-00888-8.
- 25 luglio: quarant'anni dopo. Herausgegeben von Renzo De Felice, Il Mulino, Bologna 1983.
- Dino Grandi racconta. Rialto Casa, Venedig 1945.
- L'Italia fascista nella politica internazionale. Littorio, Rom 1930.